# Estação Ferroviária de Viana do Castelo
A Estação Ferroviária de Viana do Castelo, originalmente denominada apenas de Viana (nome anteriormente grafado como "Vianna", vid. "Vianna do Castello"), é uma interface da Linha do Minho, que serve a cidade de Viana do Castelo, em Portugal.

## Descrição

### Localização e acessos
Situa-se junto ao Largo da Estação do Caminho de Ferro, na cidade de Viana do Castelo.

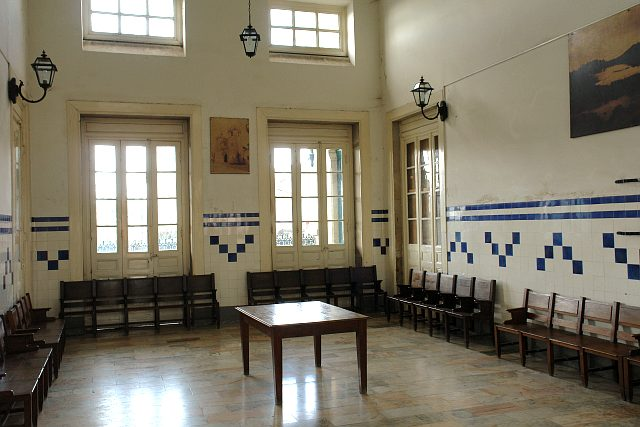
Interior da estação, em 2007.

### Infraestrutura
O edifício da estação apresenta uma traça sóbria, situando-se do lado sudeste da via (lado esquerdo do sentido ascendente, a Monção).
A estação apresenta três vias de circulação, identificadas como I, II, e III, com comprimentos de 234 e, a III, de 288 m e acessíveis por plataformas de 260 m de comprimento e alturas de 685 mm numa extensão de 150 m e de 400 mm nos restantes 110 m; existem ainda duas vias secundárias, identificadas como IV e V, com comprimentos de 385 e 330 m; todas estas vias estão eletrificadas em toda a sua extensão. Esta configuração apresenta-se assaz reduzida em comparação com a de décadas anteriores.

### Serviços
Esta estação é utilizada por serviços Regionais, Interregionais e do Comboio Internacional Celta.

## História

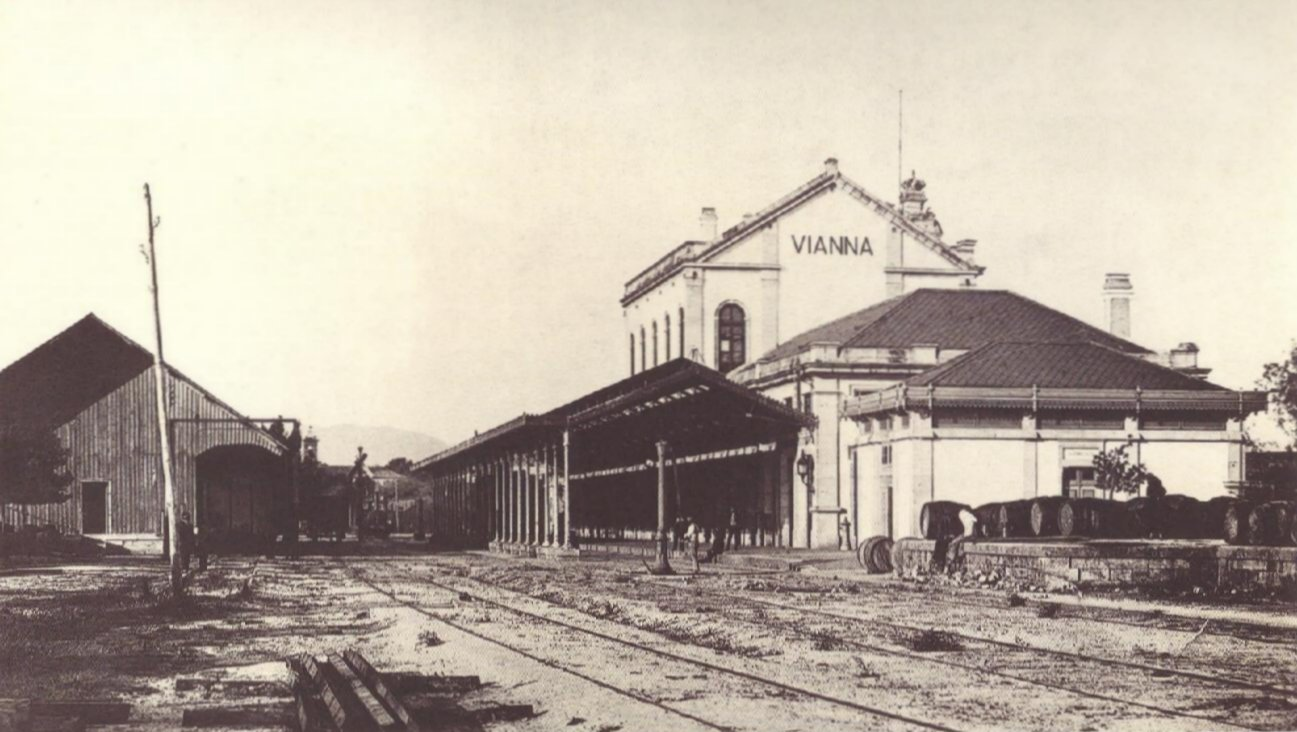
Fotografia da Estação de Viana do Castelo, anterior a 1915. Ainda apresenta a denominação original, Vianna.

### Antecedentes
Até meados do século XIX, Viana do Castelo dominava economicamente uma região que se prolongava para o interior do país, ao longo do Rio Lima, sendo então as embarcações, tanto fluviais como marítimas, consideradas os principais meios de transporte. Com efeito, e como sucedia em grande parte do país, as vias terrestres na região de Viana do Castelo estavam muito subdesenvolvidas. Só depois da fundação do Ministério das Obras Públicas e Comércio, em 1852, é que se iniciou um esforço organizado para a construção da rede de estradas, embora o Distrito de Viana do Castelo tenha sido um dos últimos no país a beneficiar de estradas macadamizadas. A estrada até à cidade do Porto só foi concluída em 1856, permitindo a criação de um serviço de diligências entre estes dois pontos, e em 1857 já tinha sido criada uma segunda carreira a partir de Viana, terminando em Braga. Entre 1857 e 1864 a cidade foi ligada pela rede telegráfica a Braga, Porto, Caminha, Valença, Ponte de Lima e Arcos de Valdevez.

### Planeamento e inauguração

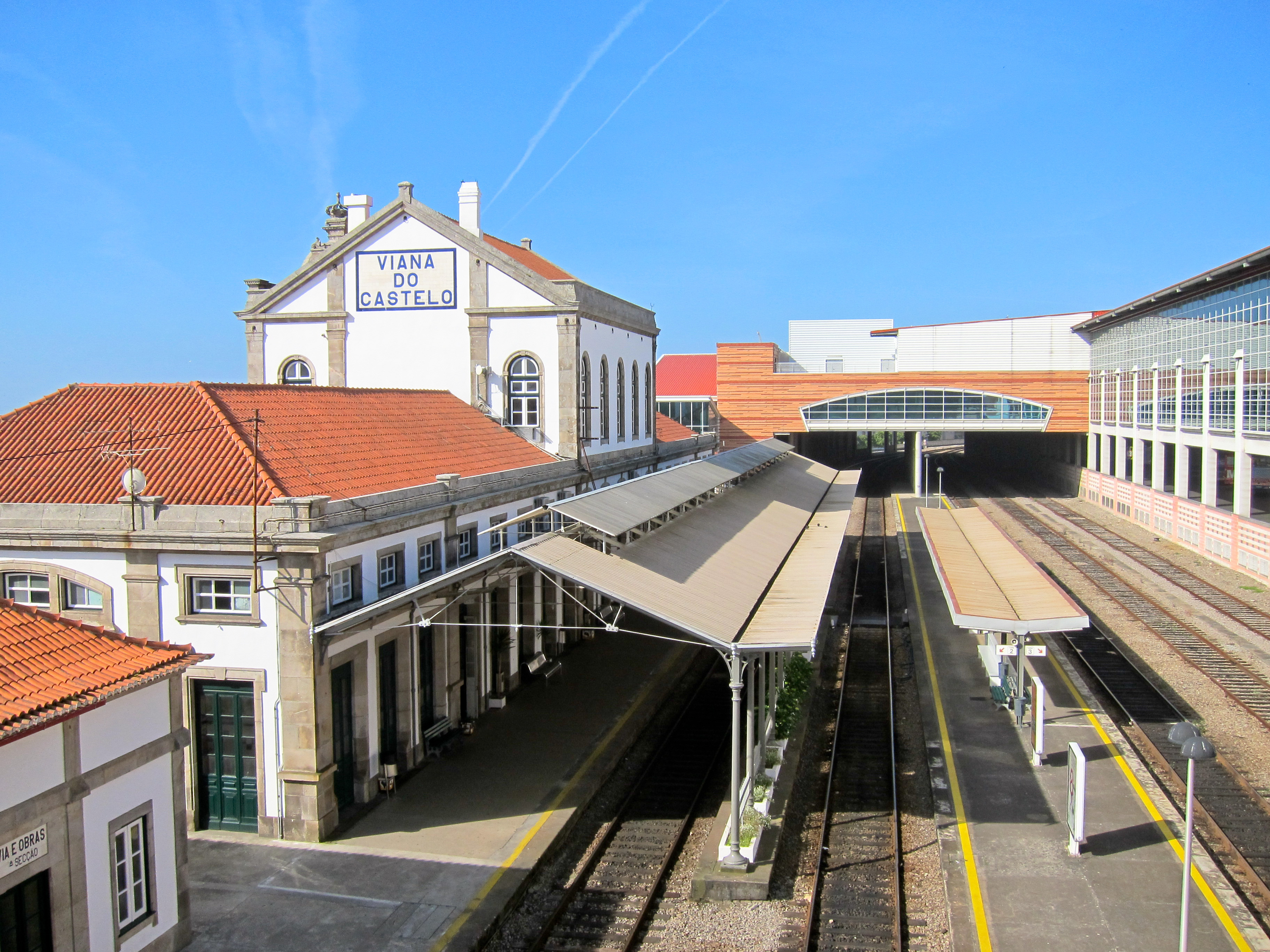
Vista geral da estação de Viana do Castelo, em 2011.

A construção da Linha do Minho foi autorizada por uma carta de lei de 2 de Julho de 1867, e um decreto de 16 de Junho de 1872 ordenou que fossem iniciados os estudos para a Linha do Minho, que devia ligar a cidade do Porto à Galiza, por Viana do Castelo e Braga. Durante o planeamento da linha, estabeleceu-se que o traçado deveria passar pela faixa litoral a Norte de Viana, pelo que surgiram duas opções para o atravessamento da cidade: o primeiro sugeria a instalação da via férrea junto ao oceano, pelo Ocidente de Viana, numa zona menos povoada, evitando-se também que a linha desse a volta à cidade pelo Norte; no entanto, de forma a não dificultar o tráfego marítimo, o tabuleiro da ponte sobre o Lima teria de alcançar uma altura maior, sendo portanto mais complicada e dispendiosa de construir. A segunda opção defendia a passagem pelo Leste e Norte da cidade, atravessando o Lima numa nova ponte ao lado da antiga estrutura de madeira; este traçado passava por zonas mais densamente construídas do que o primeiro, obrigando a maiores expropriações, e temia-se que a via férrea em redor das vertentes Leste e Norte da cidade constituísse um obstáculo ao seu desenvolvimento. Este foi o traçado escolhido, tendo a nova ponte, desenhada por Gustave Eiffel, sido construída entre Março de 1877 e Maio de 1878. Assim, o lanço da Linha do Minho entre Darque e Caminha, que incluía a estação de Viana do Castelo, foi aberto à exploração no dia 1 de Julho de 1878. Com a abertura do caminho de ferro e o desenvolvimento da rede viária, Viana do Castelo entrou num período de progresso.

#### Acessos rodoviários

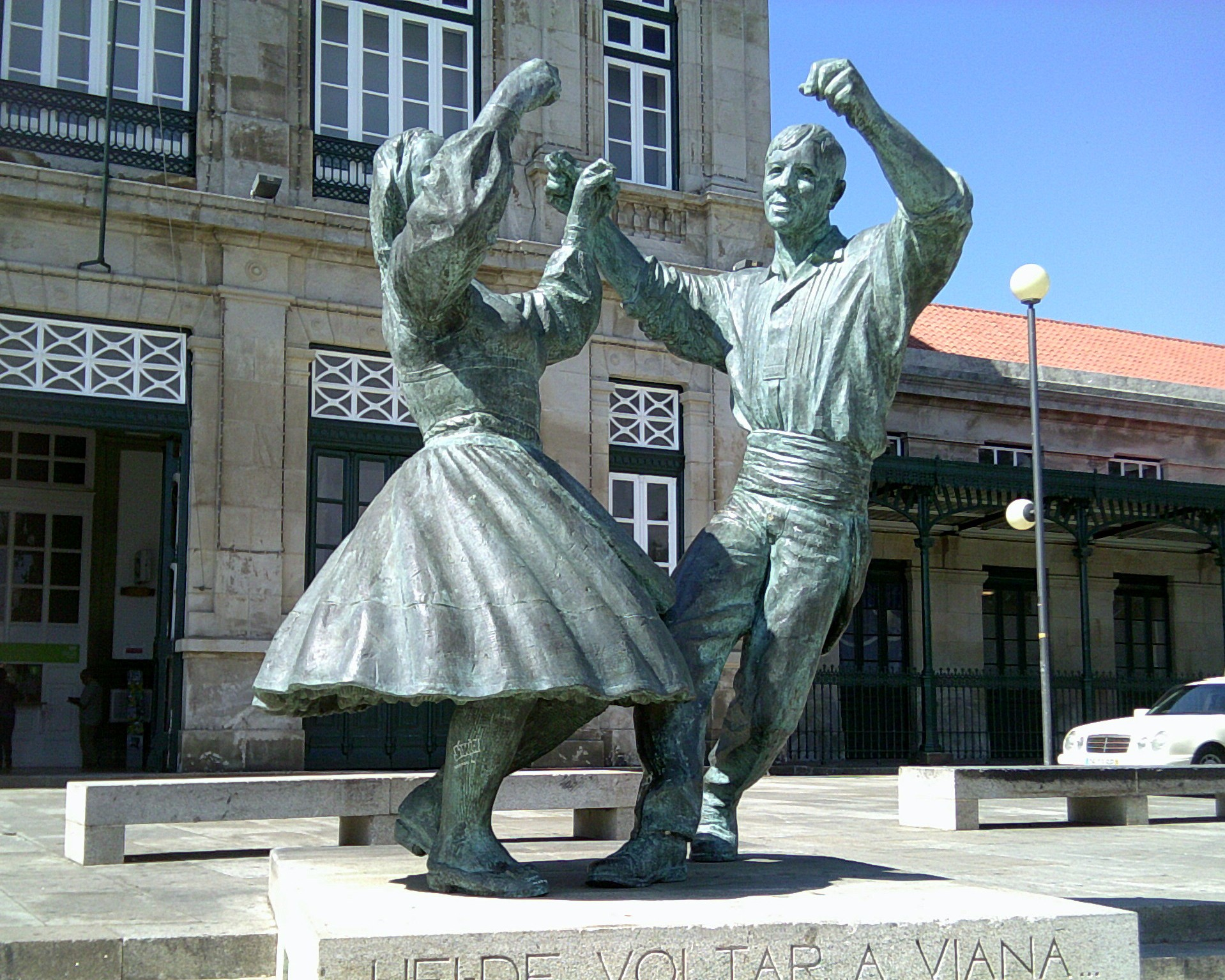
Pormenor do monumento em frente à estação.

Em 1876, a autarquia de Viana procedeu ao alargamento da Rua de Santa Ana, convertendo-a na principal avenida entre a estação e o centro da cidade. Nesse ano, a câmara municipal planeou a abertura de uma nova avenida que ligasse a gare ferroviária à doca, uma vez que o percurso entre estes dois pontos passava por várias ruas estreitas, criando dificuldades de acesso. Este trajecto era de grande importância, porque permitia a deslocação dos produtos coloniais e estrangeiros desde o Porto de Viana do Castelo até à estação, onde seriam escoados pelo caminho de ferro. Com efeito, devido à sua importância, o Director Distrital das Obras Públicas enviou dois projectos ao governo em Junho de 1877: um próprio, onde alvitrava o aproveitamento das ruas de Rubins e do Salgueiro, que seriam alargadas para 12 m, como já tinha sido previsto pela câmara, e outro do director dos Caminhos de Ferro do Minho e Douro, que defendia a abertura de um novo arruamento com 12 m de largura desde a Rua de Santa Clara até à Rua da Carreira, em frente da entrada da rampa para os cais de mercadorias da estação. Em 1878, o projecto para o alargamento da Rua de Rubins foi remetido ao governo, mas não foi aprovado, embora o governo tenha autorizado uma artéria da doca à estação, mas sem definir um traçado. A tabela das Estradas Reais, anexa ao Decreto de 21 de Fevereiro de 1889, tinha uma avenida da gare ferroviária à doca, como ramal da Estrada Real n.º 4, mas uma vez mais sem um percurso definido. Entre Janeiro de 1891 e Junho de 1893, a Direcção de Obras Públicas de Viana realizou vários estudos relativos ao alargamento das Ruas de Rubins e do Salgueiro, e entre 1896 e 1898, a câmara fez um terceiro projecto, para a expropriação de dois edifícios da Viela das Noivas, para o seu alargamento, e para uma rua da doca até à Portela, cruzando a Rua de São Sebastião, passando em frente ao quartel, atravessando a Avenida da Carreira e depois seguindo pela Rua de Santa Luzia. Em 1901, foram emitidos vários planos para lanços de estradas reais, que deveriam ser construídos no prazo de cinco anos, tendo um destes sido o ramal da Estrada Real n.º que seguiria da doca à estação, e que era considerado importante para melhorar a exploração da Linha do Minho, de acordo com uma lei de 12 de Agosto de 1898, que tinha ordenado a elaboração de um plano das estradas que seriam necessárias ao desenvolvimento do tráfego ferroviário.
No entanto, este plano só foi reanimado com a publicação da Lei 220, de 30 de Junho de 1914, que autorizou o governo a contrair um empréstimo para o Governo civil de Viana, para a compra de terrenos e edifícios, podendo os fundos restantes serem empregues na construção da avenida. Assim, o Decreto 1729, de 12 de Julho de 1915, autorizou a abertura um crédito de 100.000$00 para Viana do Castelo, e uma portaria de 12 de Janeiro de 1917 do Ministério do Fomento aprovou o projecto e o orçamento da Avenida Central. A Junta Geral do Distrito pediu a autorização camarária para começar a abertura da avenida, que no final desse ano estava concluída. No entanto, este projecto provocou alguma celeuma, como se comprovou pelos resultados da votação camarária, uma vez que menos de metade dos votos dos vereadores foram favoráveis. Um dos votos contrários foi o do presidente do município, que alegava que o projecto não estava de acordo com o Plano de Melhoramentos da cidade, e que o objectivo de ligar o cais à estação podia ter sido alcançado com obras menos dispendiosas, como a ampliação das Ruas de D. Luiz e do Salgueiro, e o prolongamento da Avenida Conde da Carreira até ao Largo da Agonia; por outro lado, a instalação da avenida fez desaparecer várias ruas, nomeadamente as de Cabaças e de Gonçalo Afonso, que se situavam junto à gare ferroviária, e levou à demolição de cerca de 80 casas, na maioria do tipo residencial, o que levou vários moradores a pedir à autarquia para que as obras não fossem iniciadas antes das novas habitações estarem concluídas. A partir de 1890, o caminho entre o cais de mercadorias da estação e o lugar da Abelheira, a Norte da cidade, foi transformado numa estrada de serviço.

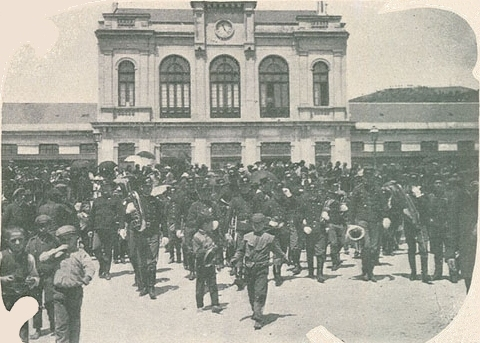
Grupo de congressistas a saírem da estação de Viana, para uma visita à cidade, em 1911.

### Século XX

#### Ligação ao porto de Viana
Desde os primeiros anos que se verificou uma grande dificuldade no transporte de mercadorias entre o Porto de Viana e a gare ferroviária, o que levou a autarquia a procurar construir uma artéria para facilitar o acesso entre estes dois pontos. Em 1911, foi proposta a instalação de um ramal com o mesmo fim, esperando-se que com uma maior facilidade na deslocação de mercadorias, fosse aumentado o tráfego no porto, que desde os finais do Século XIX via o seu movimento a diminuir, devido à concorrência dos transportes terrestres e dos portos de Lisboa e Leixões, e ao assoreamento do Rio Lima.
Em Maio de 1923, estava em construção o ramal da estação de Viana do Castelo até ao porto da cidade. O Ramal de Viana-Doca entrou ao serviço em 20 de Março de 1924.

#### Décadas de 1910 e 1920
Em 1913, existiam carreiras de diligências entre a estação de Viana do Castelo e Arcos de Valdevez, Póvoa de Varzim e Ponte de Lima.
Nos inícios de 1922, chegou a Viana do Castelo o material para o Elevador de Santa Luzia, que foi transportado por comboio.

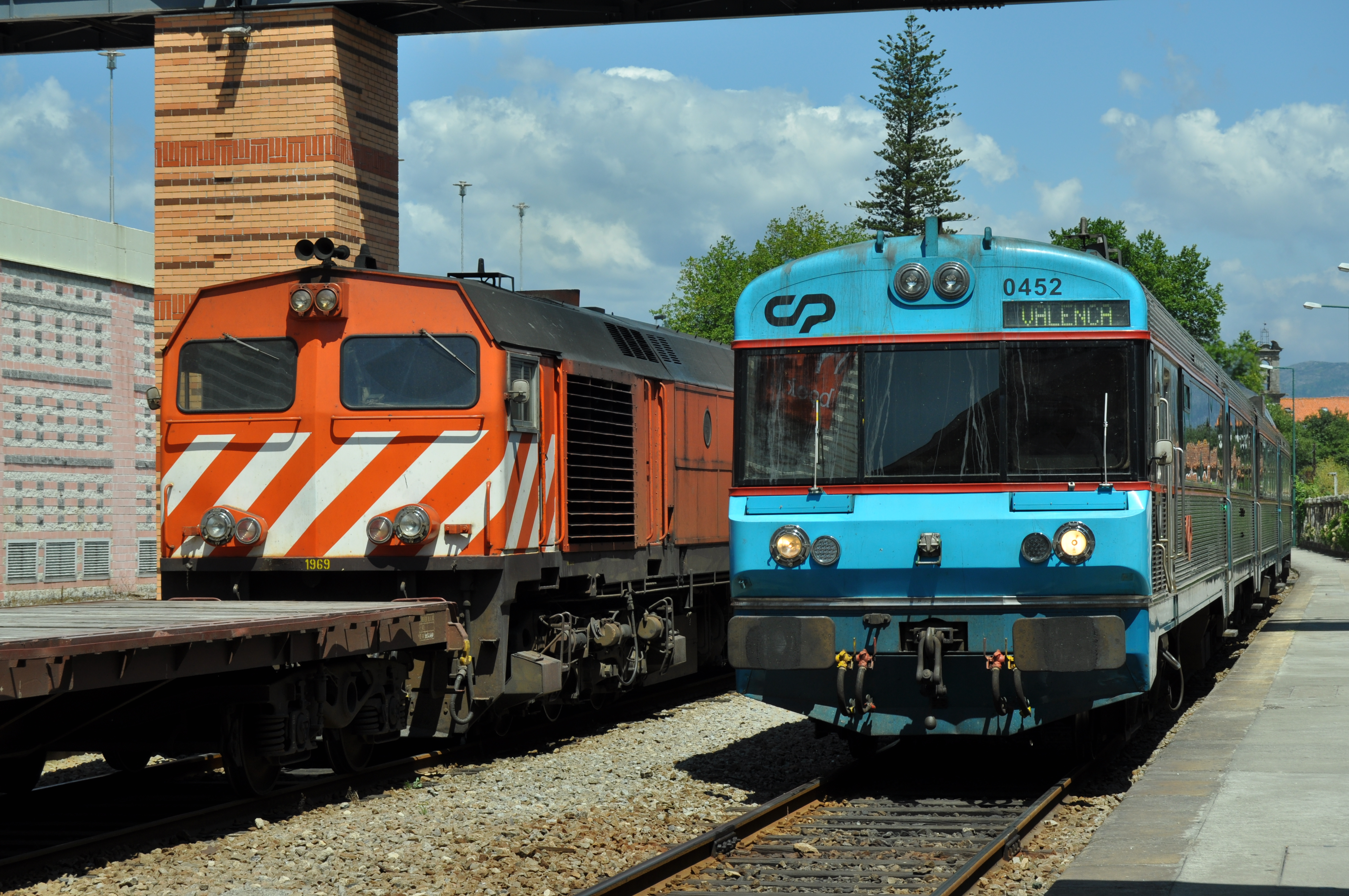
Comboios de passageiros e mercadorias circulando na estação de Viana do Castelo em 2010.

#### Décadas de 1940 e 1950
Um diploma da Direcção Geral de Caminhos de Ferro, publicado no Diário do Governo n.º 253, II Série, de 30 de Outubro de 1948, entregou a Arnaldo de Sousa a empreitada n.º 92, referente à instalação de uma habitação para o chefe de via e obras na estação de Viana do Castelo, no valor de 202 075$00. Um outro diploma da Direcção Geral, publicado no Diário do Governo n.º 211, II Série, de 10 de Setembro de 1949, autorizou o auto de recepção definitiva da empreitada n.º 74, relativo à construção de sete casas para o pessoal, do tipo B, de duas moradias, entregue a Cristino Afonso Bogalheira. O auto de recepção definitiva da empreitada n.º 92 foi aprovado por um diploma da Direcção-Geral de Transportes Terrestres, publicado no Diário do Governo nº 192, II Série, de 20 de Agosto de 1951. Um diploma da mesma Direcção-Geral, publicado no Diário do Governo n.º 120, II Série, de 26 de Abril de 1952, aprovou o projecto para uma passagem inferior à saída da estação, ao PK 81,890 da Linha, sendo esta obra considerada urgente, e assim isenta do parecer do Conselho Superior de Obras Públicas.
No dia 9 de Novembro de 1950, a Companhia dos Caminhos de Ferro Portugueses organizou um comboio especial até Viana do Castelo, para uma excursão dos participantes da Conferência Internacional de Horários dos Caminhos de Ferro, que se realizou na cidade do Porto, nos dias 7 e 8 de Novembro. A estação de Viana do Castelo foi uma das contempladas nos programas dos Expressos Populares, excursões organizadas pela Companhia dos Caminhos de Ferro na década de 1950.

### Ligação prevista ao Vale do Lima

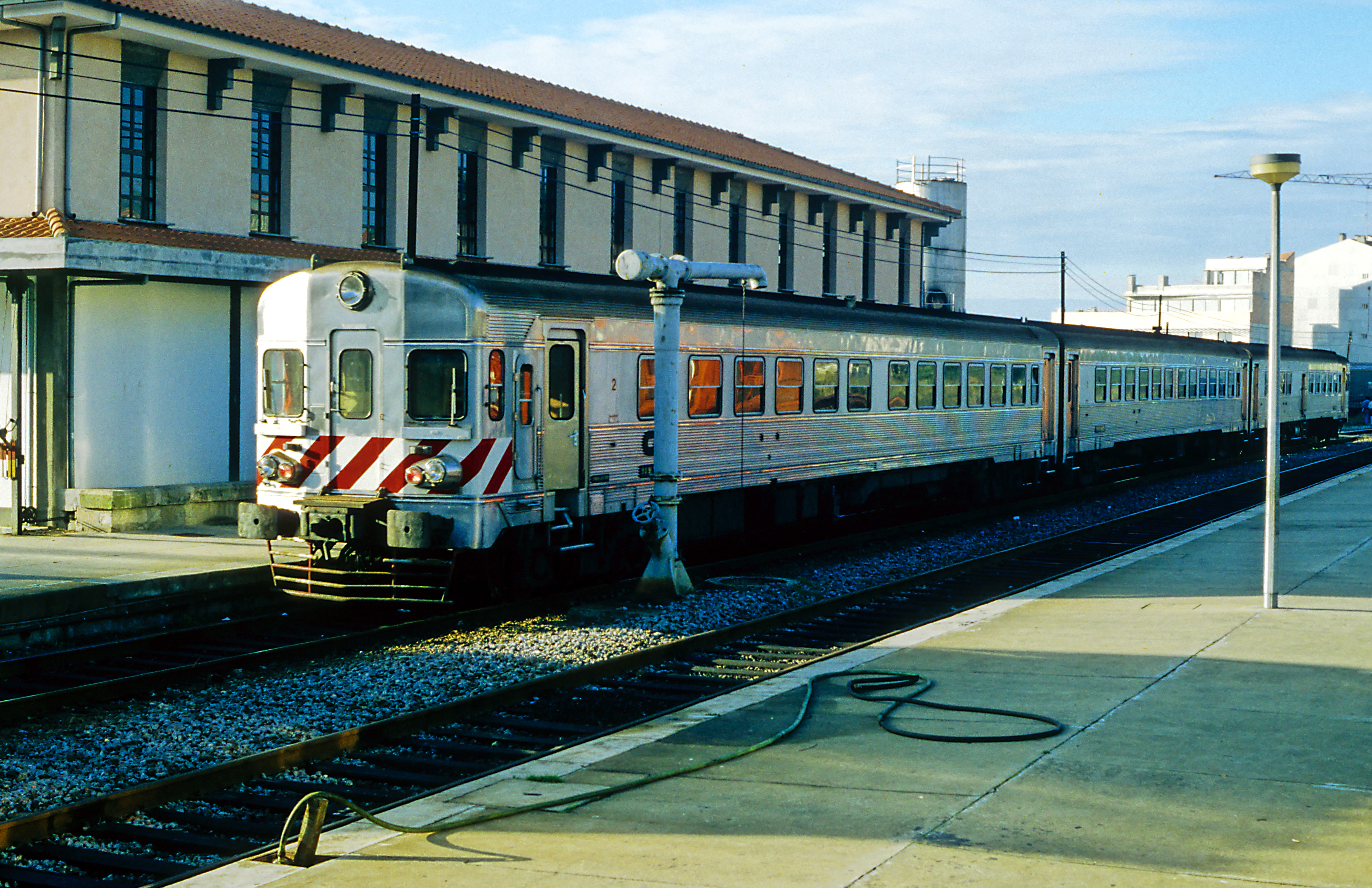
Automotora na estação de Viana do Castelo, 1994.

Entre 1885 e 1886, o Ministro das Obras Públicas, Emídio Navarro, procurou desenvolver a rede secundária de caminhos de ferro em Portugal, através do estudo de várias linhas, incluindo uma de Viana do Castelo a Ponte da Barca, onde se cruzaria com outra linha, de Braga a Monção.
Em 1897, um grupo de empresários vianenses mostrou interesse na construção e exploração da linha entre Viana e Ponte da Barca, prolongando-a até Lindoso, na fronteira, prevendo-se nessa altura que a nova linha iria sair da estação de Viana do Castelo. No ano seguinte, o ministro Elvino José de Sousa Brito, ordenou que duas comissões técnicas produzissem os planos das redes complementares para as linhas do estado, nas regiões a Norte do Mondego e a Sul do Tejo. No plano correspondente à primeira região, que foi promulgado por um decreto de 15 de Fevereiro de 1900, voltou a surgir a rede ferroviária do Alto Minho, toda em via métrica, incluindo a proposta continuação da Linha do Vale do Lima até Lindoso.
Posteriormente, foram adjudicados os troços de Braga a Monção e de Ponte da Barca a Viana, que não chegaram a ser construídos. Em 1 de Abril de 1930, um decreto reviu os planos da rede ferroviária, tendo sido classificadas, entre outras linhas, a do Litoral do Minho, continuando a Linha da Póvoa até Viana do Castelo, com 38 km por construir, e a do Vale do Lima, com 45 km de extensão.

### Século XXI
Em Outubro de 2009, José Maria Costa, o candidato do P.S. à Câmara Municipal de Viana do Castelo, viajou de comboio entre Barroselas e Viana do Castelo no âmbito da sua campanha eleitoral, durante a qual mostrou o seu interesse pelo desenvolvimento dos transportes públicos na região, especialmente na modernização da Linha do Minho.
Em dados oficiais de 2010, a estação compreendia três vias de circulação, duas com 275 m, e a restante com 366 m de comprimento; as plataformas tinham todas 40 cm de altura e 223 m de extensão — valores mais tarde alterados para os atuais.
Em 14 de Julho de 2019, iniciaram-se os serviços Intercidades até Viana do Castelo.
Em 2021, após obras de reparação e eletrificação, começaram a circular neste troço (Viana-Valença) comboios elétricos.